# Micrófono de electreto

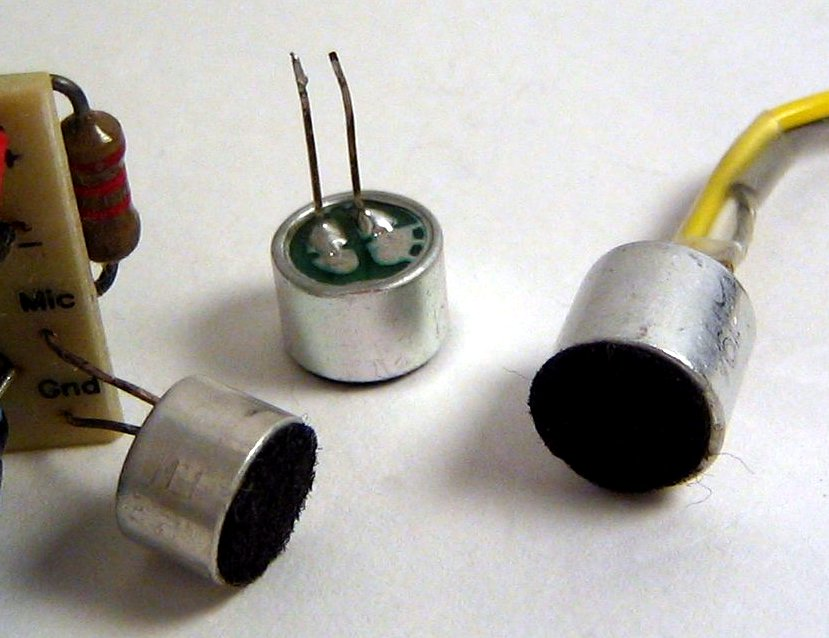
Micrófono de condensador electreto

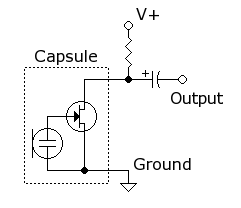
Un circuito de preamplificación de micrófono electret típico utiliza un FET en una configuración de fuente común. La cápsula electret de dos terminales contiene un FET que está alimentado externamente mediante la tensión de alimentación V+. La resistencia establece la ganancia y la impedancia de salida. La señal de audio aparece en la salida, después de un condensador de bloqueo de CC.

El micrófono de condensador electreto o micrófono de electreto es una variante del micrófono electrostático de condensador que utiliza un electrodo (fluorocarbonato o policarbonato de flúor) de lámina de plástico polarizado que no necesita alimentación. Que las placas estén polarizadas significa que están cargadas permanentemente desde su fabricación. 
La  carga electrostática se aplica en la placa móvil (diafragma) durante el proceso de fabricación, cuando la misma se somete a una temperatura de 220 grados, al tiempo que se le aplicaban 4000 voltios. 
La existencia de esta carga electrostática hace que para alimentar las placas ya no sean necesarias ni pilas ni alimentación fantasma para su funcionamiento, sin embargo, sí que se requiere esta alimentación para proporcionar energía al preamplificador.
Como el diafragma pesa menos (tiene menor masa), la respuesta en frecuencia del micrófono electreto está más cerca de la respuesta que proporciona un micrófono de bobina móvil, que de la que ofrece un micro de condensador convencional. Lo habitual es utilizar una pila de 1.5 V, aunque se puede usar la alimentación fantasma, no es conveniente, pues si se sobrealimenta constantemente al micro, se acortará su vida útil.
En cuanto a su directividad, pueden ser omnidireccionales o direccionales.
Los micrófonos de electreto son robustos, por lo que soportan la manipulación, y además tienen como gran ventaja su reducido tamaño, por lo que el micro de electreto se usa en las siguientes aplicaciones:
- Como micro de corbata, solapa. La mayoría de micrófonos de solapa usados en televisión son del tipo electreto. Más aún, cuando su fabricación en masa, permite que su coste sea económico.
- Como micro de las pequeñas grabadoras portátiles que usan los profesionales en exteriores (para obtener declaraciones para radio, etc.).
- Como micrófonos para ser pegados a instrumentos específicos, de percusión, metales, pianos acústicos, cuerdas, etc.
- Como micrófonos de los celulares (teléfonos móviles).
- Para equipos domésticos de alta fidelidad.

Los micrófonos de electreto tienen una respuesta en frecuencia bastante buena (50 a 15 000 Hz) y una sensibilidad entre –50 dB y –70 dB, aunque lejana de la de los micrófonos de condensador, que son mucho más sensibles en la zona de los agudos). Además, es una respuesta poco plana.
Entre sus principales ventajas destaca su insensibilidad a la humedad y el calor(aunque la humedad y las partículas causen un cortocircuito en parte del diafragma, siempre se obtiene señal eléctrica a la salida) y a su elevada relación calidad/precio.
El principal inconveniente que presentan los micrófonos de electreto es el polvo, que deteriora su rendimiento con el uso. Cuando un micrófono de electreto empieza a producir zumbidos inexplicables, es una indicación de que debe ser sustituido, ya que ha terminado su vida activa.